# César d'Estrées
César kardinal d'Estrées, francoski rimskokatoliški duhovnik, škof in kardinal, * 5. februar 1628, Pariz, † 18. december 1714.

## Življenjepis
30. avgusta 1655 je bil imenovan za škofa Laona in septembra istega leta je prejel škofovsko posvečenje; s tega položaja je odstopil 2. junija 1681.
24. avgusta 1671 je bil povzdignjen v kardinala in pectore.
16. maja 1672 je bil ponovno povzdignjen v kardinala in imenovan za kardinal-duhovnika S. Maria in Via; pozneje (28. januarja 1675) je bil imenovan še SS. Trinità al Monte Pincio.
15. septembra 1698 je bil imenovan za kardinal-škofa Albana.